# Estampie (middeleeuwse muziekvorm)
De estampie is een middeleeuws muzikaal genre, dat vooral populair was van de 12de tot en met de 14de eeuw, hoofdzakelijk in Frankrijk en Noord-Italië. De Oudfranse term estampie (Occ. estampida, It.  istanpitta/stampitta, Du./Ned. stampenie/stampie, Eng. staump/stamp, Lat. stantipes) gaat vermoedelijk terug op het Oudgermaanse woord 'stampjan'/'stampen' hetgeen erop duidt dat de estampie oorspronkelijk een dans was. In de bewaard gebleven bronnen verschijnt de estampie vanaf ca. 1200 echter niet meer als een dansvorm, maar als een hoofs minnelied – dus als een poëtisch-muzikale vorm – en/of een virtuoos instrumentaal stuk.
In de muziekhandschriften alsmede in de muziektheoretische en literaire bronnen vanaf het begin van de 13de eeuw zijn estampida en dansa, estampie en danse, istanpitta en saltarello aparte genres. Nadat de hoofse minnezang van de troubadours en trouvères uit de gratie was geraakt, bleef alleen nog de instrumentale variant van de estampie over. Culturele veranderingen en nieuwe ontwikkelingen in de muziek en haar notatie brachten met zich mee, dat de estampie zich uiteindelijk tot een uitsluitend instrumentaal stuk en, in sommige gevallen, tot een complexe compositie heeft ontwikkeld.

## Lied
Het eerste schriftelijk met tekst en noten overgeleverde voorbeeld van het genre is de estampida  Kalenda maya van de Provençaalse troubadour Raimbaut de Vaqueiras (ca. 1200). Gedurende de 13de eeuw behoorde de estampida ook tot het repertoire van andere troubadours. Van de Catalaanse zanger Cerveri di Girona uit de tweede helft van de 13de eeuw (Biblioteca Catalunya, ms nr. 146) zijn vier estampidas overgeleverd. Van deze liederen zijn in tegenstelling tot 'Kalenda maya' alleen de teksten bewaard gebleven. De inhoud komt overeen met het hoofse troubadourlied, de 'canzona'. Latere poëzietractaten benadrukken dat de 'estampida' en de 'canzona' zich door hun muziek onderscheiden. In Doctrina de compondre dictatz (ca. 1300) en de Leys d`amours (ca. 1350) wordt de estampida vooral vanwege haar meeslepende melodie geprezen.
Karakteristiek voor de Occitaanse liedvorm is de paarsgewijze versstructuur van de strofen, die – zoals kan worden opgemaakt uit de melodie van Kalenda maya – correspondeert met tweemaal herhaalde melodische lijnen. Ook de negentien Noord-franse vocale estampies (als anonieme teksten zonder muziek overgeleverd in Oxford Bodleian Library, ms Douce 308) uit de tweede helft van de 13de eeuw beschikken over een in paren ingedeelde versstructuur van de strofen, hetgeen eveneens duidt op een herhaalde melodie. Een miniatuur in het handschrift maakt aannemelijk dat deze estampies in tegenstelling tot de Occitaanse estampida niet door een solozanger uitgevoerd werden, maar als een door een groep gezongen lied met een voorzanger.

## Instrumentaal stuk
Vanaf de eerste helft van de 13de eeuw en parallel aan de vocale vorm verschijnt de estampie in verschillende bronnen ook als een instrumentaal stuk. De eerste muzikale voorbeelden zijn afkomstig uit een Parijs handschrift, namelijk de acht zo genoemde 'estampies royales' ('Chansonnier du roi', Bibl. nat Fr. 844). De stukken bestaan uit een variërend aantal herhaalde melodische frasen. De 13de-eeuwse Parijse musicoloog Johannes de Grocheio noemde ze in zijn verhandeling De Musica 'puncti'. Iedere 'punctus' eindigt met dezelfde cadensen ('apertum'/'clausum', 'ouvert'/'clos'). Het vormschema kan als volgt worden weergegeven: Ax¹Ax²-Bx¹Bx²-Cx¹Cx² – etc. De drie orgelstukken in de Engelse Robertsbridgecodex (Ms London, BL add. 28550) uit de tweede helft van de 13de eeuw vertonen dezelfde vorm. Vergeleken met de Parijse 'Estampies royales' zijn de melodische frasen echter langer; de stukken zijn qua vorm gecompliceerder en virtuozer geworden. Dit geldt ook voor de acht 'Istanpitte' uit Noord-Italië (Ms London, BL add. 29987), opgeschreven omstreeks 1400. Deze stukken zijn nog uitgebreider en kunstiger opgebouwd dan de voorbeelden uit de Robertsbridgecodex, met name wat betreft hun vorm.

## Contemporaine vermeldingen in muziektheoretische en literaire bronnen
In tegenstelling tot het betrekkelijk geringe aantal in muziekhandschriften overgeleverde estampies over een periode van ca. 200 jaar zijn er veel vermeldingen van de estampie in theoretische en literaire teksten uit die tijd. Deze zijn vooral van Franse herkomst. Er zijn daarnaast echter Duitse, Italiaanse, Engelse en Vlaamse teksten die erop wijzen dat de estampie ook buiten Frankrijk populair was. De buitenmuzikale bronnen hebben aanvankelijk betrekking op zowel de vocale als de instrumentale vorm van de estampie, later uitsluitend op haar instrumentale vorm. Maar er is een gemeenschappelijke noemer: door de eeuwen heen wordt de estampie geprezen als een hoogstaand en aan adellijke hoven uitgevoerd muzikaal genre. Aanvankelijk was de estampie waarschijnlijk een geïmproviseerd stuk, wellicht aanvankelijk ook een dansvorm, maar na de beschrijving van de estampie in de handschriften, als lied of als instrumentaal stuk, vinden we geen aanwijzingen meer voor een functie als dans. De muziekhandschriften en de tientallen beschrijvingen in de literatuur tussen 1200 en 1400 vertellen het verhaal van een flexibel genre functionerend binnen een steeds veranderende maatschappij en cultuur. Eind 14de eeuw is de estampie geworden tot een niet altijd genoteerd instrumentaal genre dat het midden houdt tussen improvisatie en compositie, en dat werd uitgevoerd door virtuoze speellieden, als een voordrachtstuk van soms met naam genoemde solisten.